# Viorel Băltărețu
Viorel Băltărețu (n. 7 decembrie 1974, București, România) a fost un deputat român, ales în 2020 din partea PLUS. Mandatul său a expirat în data de 23 decembrie 2024 la investirea noului guvern. În prezent este membru al Uniunea Salvați România în Filiala Județeană Cluj-Napoca.